# Johan Djourou
Johan Djourou-Gbadjere (ur. 18 stycznia 1987 w Abidżanie) – szwajcarski piłkarz pochodzenia iworyjskiego występujący na pozycji środkowego defensywnego pomocnika lub środkowego obrońcy. Były reprezentant Szwajcarii. 

## Życiorys

### Kariera klubowa
Został sprowadzony do Arsenal Academy jako 16-latek ze szwajcarskiego klubu Étoile Carouge FC. 
1 lipca 2004 podpisał kontrakt z angielskim klubem Arsenal. W Arsenalu zadebiutował 27 października 2004 podczas Pucharu Ligi Angielskiej w wygranym 3:1 meczu z Manchesterem City. Całe spotkanie w barwach Arsenalu rozegrał podczas rozgrywek Premier League 14 stycznia 2006 na stadionie Arsenal Stadium w wygranym 7:0 meczu przeciwko Middlesbrough. Następnie wypożyczony był do klubów: Birmingham City (2007), Hannover 96 (2013, opłata za wypożyczenie 400 tys. euro), Hamburger SV (2013–2014). W latach 2014–2017 grał w niemieckim klubie Hamburger SV, kwota odstępnego 2,80 mln euro. Następnie był zawodnikiem tureckiego Antalyasporu (2017–2018) i włoskiego SPAL 2013 (2018–2019).
23 stycznia 2020 podpisał kontrakt ze szwajcarskim klubem FC Sion ze Swiss Super League. 20 marca 2020 dostał wypowiedzenie umowy ze skutkiem natychmiastowym wraz ośmioma innymi piłkarzami: Alexem Songiem, Ermirem Lenjani, Mickaëlem Facchinetti, Biramą Ndoye, Xavierem Kouassi, Pajtim Kasami, Seydou Doumbia i Christianem Zockiem. 29 maja 2020 wraz z Kouassim został piłkarzem Neuchâtel Xamax. 5 październiika 2020 przeszedł do FC Nordsjælland. W 2021 zakończył karierę piłkarską.

### Kariera reprezentacyjna
Był reprezentantem Szwajcarii w kategoriach: U-16, U-17, U-19, U-20 i U-21. Był w składzie reprezentacji Szwajcarii do lat 19, która na mistrzostwach Europy w 2004 doszła do półfinału. 
W seniorskiej reprezentacji Szwajcarii zadebiutował 1 marca 2006 w wygranym 3:1 meczu towarzyskim przeciwko reprezentacji Szkocji. Łącznie rozegrał w niej 76 spotkań.

## Statystyki

### Klubowe
| Sezon   | Klub                   | Kraj       | Rozgrywki      | Mecze | Bramki | Rozgrywki Europy   | Mecze | Bramki |
| ------- | ---------------------- | ---------- | -------------- | ----- | ------ | ------------------ | ----- | ------ |
| 2005/06 | Arsenal                | Anglia     | Premier League | 7     | 0      | –                  | –     | –      |
| 2006/07 | Arsenal                | Anglia     | Premier League | 21    | 0      | Liga Mistrzów UEFA | 5     | 0      |
| 2007/08 | Birmingham City (wyp.) | Anglia     | Premier League | 13    | 0      | –                  | –     | –      |
| 2007/08 | Arsenal                | Anglia     | Premier League | 2     | 0      | –                  | –     | –      |
| 2008/09 | Arsenal                | Anglia     | Premier League | 15    | 0      | Liga Mistrzów UEFA | 8     | 0      |
| 2009/10 | Arsenal                | Anglia     | Premier League | 1     | 0      | –                  | –     | –      |
| 2010/11 | Arsenal                | Anglia     | Premier League | 22    | 1      | Liga Mistrzów UEFA | 6     | 0      |
| 2011/12 | Arsenal                | Anglia     | Premier League | 18    | 0      | Liga Mistrzów UEFA | 6     | 0      |
| 2012/13 | Hannover 96 (wyp.)     | Niemcy     | Bundesliga     | 14    | 0      | Liga Europy UEFA   | 2     | 0      |
| 2013/14 | Hamburger SV (wyp.)    | Niemcy     | Bundesliga     | 24    | 0      | –                  | –     | –      |
| 2014/15 | Hamburger SV           | Niemcy     | Bundesliga     | 34    | 0      | –                  | –     | –      |
| 2015/16 | Hamburger SV           | Niemcy     | Bundesliga     | 26    | 2      | –                  | –     | –      |
| 2016/17 | Hamburger SV           | Niemcy     | Bundesliga     | 14    | 0      | –                  | –     | –      |
| 2017/18 | Antalyaspor            | Turcja     | Süper Lig      | 18    | 1      | –                  | –     | –      |
| 2018/19 | SPAL                   | Włochy     | Serie A        | 5     | 0      | –                  | –     | –      |
| 2019/20 | FC Sion                | Szwajcaria | Super League   | 2     | 0      | –                  | –     | –      |
| 2019/20 | Neuchâtel Xamax        | Szwajcaria | Super League   | 5     | 0      | –                  | –     | –      |
| 2020/21 | FC Nordsjælland        | Dania      | Superligaen    | 11    | 0      | –                  | –     | –      |

Stan na: 1 lipca 2021

### Reprezentacyjne
| Reprezentacja | Rok     | Mecze | Bramki |
| ------------- | ------- | ----- | ------ |
| Szwajcaria    | 2006    | 8     | 0      |
| Szwajcaria    | 2007    | 8     | 1      |
| Szwajcaria    | 2008    | 6     | 0      |
| Szwajcaria    | 2009    | 2     | 0      |
| Szwajcaria    | 2010    | 1     | 0      |
| Szwajcaria    | 2011    | 5     | 0      |
| Szwajcaria    | 2012    | 8     | 0      |
| Szwajcaria    | 2013    | 4     | 0      |
| Szwajcaria    | 2014    | 10    | 0      |
| Szwajcaria    | 2015    | 7     | 1      |
| Szwajcaria    | 2016    | 7     | 0      |
| Szwajcaria    | 2017    | 6     | 0      |
| Szwajcaria    | 2018    | 4     | 0      |
| Ogólnie       | Ogólnie | 76    | 2      |

Stan na: 1 lipca 2021